# NGC 734
NGC 734 (również PGC 170023) – galaktyka spiralna z poprzeczką (SBab? pec), znajdująca się w gwiazdozbiorze Wieloryba.
Odkrył ją Francis Leavenworth 9 listopada 1885 roku. Pozycja podana przez niego była jednak bardzo niedokładna, co spowodowało problemy z identyfikacją obiektu, który zaobserwował. Starsze źródła za obiekt NGC 734 uznawały galaktykę PGC 7121, zaś baza SIMBAD podaje, że NGC 734 to alternatywne oznaczenie galaktyki NGC 756. Analiza szkicu wykonanego przez Leavenwortha pozwoliła ustalić, że zaobserwował on galaktykę PGC 170023.